# Metharpinia longirostris
Metharpinia longirostris är en kräftdjursart som beskrevs av Schellenberg 1931. Metharpinia longirostris ingår i släktet Metharpinia och familjen Phoxocephalidae. Inga underarter finns listade i Catalogue of Life.